# Di sma undar jordi
Di sma undar jordi (även stavat di sma undar jårdi) är en gotländsk variant på vättar. Enligt folktron är de levande väsen som bor i närheten av människorna och deras gårdar. Man bör inte hälla vatten på dem utan förvarning. De ansvarar för att människorna vårdar jorden och marken. På rikssvenska skulle dessa oknytts namn bli "De små under jorden". På svenska fastlandet kallas också vättarna för de underjordiska, småfolk eller jordbyggare på många håll. 
Enligt gutniska sägner kan man endast se dessa väsen genom att titta via ett hål i ett pappersark.

## Källhänvisningar
1. ↑  ”små under jorden - Uppslagsverk - NE.se”. www.ne.se. https://www.ne.se/uppslagsverk/encyklopedi/l%C3%A5ng/sm%C3%A5-under-jorden. Läst 23 oktober 2024.
2. ↑  "Di sma undar jordi". Guteinfo.com. Läst 18 juni 2014.